# Pedra Branca do Amapari
Pedra Branca do Amapari é um município brasileiro no estado do Amapá. A população da cidade em 2010 foi de 10.773, um crescimento de 168,72% em relação ao ano 2000, e a área é de 9495 km², o que resulta numa densidade demográfica de 0,50 hab/km².

## História
O município de Pedra Branca do Amapari foi criado em 1 de maio de 1992 e tem suas origens de sua ocupação urbana vinculadas à exploração de ouro pelos saramaka, uma etnia afroamericana da Guiana Francesa.[carece de fontes?]
Mais recentemente, seu desenvolvimento esteve ligado à história de garimpagem no rio Cupixi e à ferrovia Santana/Serra. Outros aspectos ligados ao crescimento desse município situam-se na expansão de suas fronteiras agropecuárias e na própria ampliação da exploração mineral. Nesse aspecto, destaca-se o papel da Perimetral Norte, eixo de dinamização do município.[carece de fontes?]

## Geografia
Seus limites são Oiapoque a norte, Serra do Navio a leste, Porto Grande a sudeste, Mazagão a sul e Laranjal do Jari a oeste.

## Organização politico-administrativa
O Município de Pedra Branca do Amapari possui uma estrutura politico-administrativa composta pelo Poder Executivo, chefiado por um prefeito eleito por sufrágio universal, auxiliado diretamente por secretários municipais nomeados por ele, e pelo Poder Legislativo, institucionalizado pela Câmara Municipal de Pedra Branca do Amapari, órgão colegiado de representação dos munícipes que é composto por vereadores também eleitos por sufrágio universal.

### Atuais autoridades municipais de Pedra Branca do Amapari
- Prefeito: Elizabeth Pelaes dos Santos "Beth" - UB (2021/-)[7]
- Vice-prefeito: Marcelo Pantoja dos Santos - UB (2021/-)[7]
- Presidente da Câmara: Raimundo Nonato "Raimundão" - UB (2023/-).[8]

## Principais atrações turísticas
- Grandes áreas de florestas densas – todo o município tem como ambientação natural a floresta densa de terra firme.
- Cachoeiras – várias cachoeiras pequenas deste município vêm sendo alternativas de aproveitamento ao lazer e entretenimento.
- Serra de Tumucumaque – a porção mais a oeste do município abrange a Serra de Tumucumaque, que é um dos pontos mais altos do Estado.
- Área indígena dos Waiãpi – totalmente demarcada, essa área indígena vem sendo objeto de grande atenção por organismos nacionais e estrangeiros que são ligados à proteção dos indígenas.[carece de fontes?]

## Educação
Dentre os projetos do Plano de Desenvolvimento da Educação, vinculado ao Ministério da Educação, executado pelo INEP, Instituto Nacional de Estudos e Pesquisas Educacionais Anísio Teixeira, na Região Norte, Estado do Amapá, as Escolas Públicas Urbanas estabelecidas de Pedra Branca do Amapari obtiveram os seguintes IDEB (Índice de Desenvolvimento da Educação Básica), em 2005:
| IDEB, escola e ranking estadual | IDEB, escola e ranking estadual                  | IDEB, escola e ranking estadual |
| ------------------------------- | ------------------------------------------------ | ------------------------------- |
| Nota                            | Escola                                           | Ranking                         |
| 2,6                             | Escola estadual Professora Maria Helena Cordeiro | 8º                              |